# 紋身 (魯凱族)
紋身(魯凱語：Kia pacase ku kinawmasane)，是臺灣魯凱族的一種紋身習俗，擁有著與排灣族、賽夏族相同的胸紋，但不包含著泰雅語族的紋面。

## 簡述

### 人手紋
從前有位叫做Supulunga的傑出英雄，他馘首眾多，於是為了紀念自己獵首功績，因此將魯凱族的第一個紋身-人首紋刺在自己的胸上，成為男性族人競相學習的對象與行為。。

### 其他版本

#### 手紋
從前有對姊妹與父母、叔父同住，一日父母摘採藥草時遭到敵人獵首，叔父前去復仇而就此一去不返。姊妹倆長大後前去尋找叔父，於路上遇一老人，老人不願回家並幫姊妹倆留下紀念，當臍皮脫落之時接妹倆從窯出來，在清洗身體時身上出現美麗花紋。而後成為女性族人競相效仿的對象，但僅於手臂上有手紋。

## 社會意義與位置
魯凱族過去極為盛行象徵著美觀、財富、出草功績，與貴族特權的紋身習俗，在其位置上也有所講究，用以區分貴族與平民的尊卑：
1、紋於胸部，僅限男性
2、足部一處刺於脛部
3、雙手背部，僅限女性